# Calophyllum dasypodium
Calophyllum dasypodium là một loài thực vật có hoa trong họ Calophyllaceae. Loài này được Miq. mô tả khoa học đầu tiên năm 1859.